# مارتن يوهانسون
مارتن يوهانسون (بالسويدية: Martin Johansson)‏ هو لاعب باندي ‏ سويدي، ولد في 20 يوليو 1987.